# Az Zubayr
Az Zubayr (en árabe: الزبير) es una localidad del sur de Irak, en la Gobernación de Basora, y se sitúa en las cercanías de dicha ciudad. En 2013 tenía una población estimada en 95.000 habitantes.
Su nombre también puede aparecer escrito como Az Zubair, Zubair, Zoubair, El Zubair, o Zobier.